# 尹相貞
尹相貞（韓語：윤상정，1998年1月17日—），韓國女演員。

## 影視作品

### 電視劇
| 年份   | 播出平台 | 劇名                 | 角色   | 性質   |
| ------ | -------- | -------------------- | ------ | ------ |
| 2018年 | Naver TV | 《短劇本》           | 尹依娜 | 配角   |
| 2021年 | tvN      | 《機智醫生生活2》    | 尹如媛 | 配角   |
| 2021年 | tvN      | 《你是我的春天》     | 峨俐   | 配角   |
| 2021年 | SBS      | 《那年，我們的夏天》 | 池睿仁 | 配角   |
| 2022年 | SBS      | 《社內相親》         | 金惠知 | 配角   |
| 2022年 | tvN      | 《流星》             | 蔡恩秀 | 配角   |
| 2023年 | tvN      | 《特務家族》         | 李美林 | 配角   |
| 2025年 | TVING    | 《流氓讀書會》       | 崔熙媛 | [ 9 ]  |
| 2025年 | tvN      | 《O'PENing-管家》    |        | 獨幕劇 |

### 電影
- 2014年：《填滿吧，60小時！》
- 2019年：《只有我沒有貓》飾演 娜萊的朋友1
- 2019年：《柳烈的音樂專輯》飾演 兼職生 尹
- 2019年：《她的戲》飾演 智賢
- 2024年：《夏末的茶花女》饰演 白多美[10]

## 外部連結
- 尹相貞的Instagram帳戶
- 尹相貞在NAVER上的资料
- 尹相貞在韩国电影数据库（KMDb）上的資料（韓語）
- 尹相貞在互联网电影资料库（IMDb）上的資料（英文）
- 尹相貞在HanCinema的頁面（英文）